# Jack Hawksworth
 (avril 2016).
Pour les articles homonymes, voir Hawksworth.
Jack Hawksworth, né le 28 février 1991 à Bradford, est un pilote automobile britannique. Après avoir remporté le championnat Star Mazda en 2012 et terminé 4e de l'Indy Lights en 2013, il fait ses débuts en IndyCar Series lors de la saison 2014.

## Carrière

### Résultats en karting
| Saison | Championnat                                                 | Équipe          | Position |
| ------ | ----------------------------------------------------------- | --------------- | -------- |
| 2004   | Manchester & Buxton Kart Club - Rotax Junior                |                 | 13e      |
| 2005   | Super 1 National Rotax Max Junior                           |                 | 24e      |
| 2005   | Manchester & Buxton Kart Club - Rotax Junior                |                 | 15e      |
| 2006   | Rotax Max Euro Challenge - Junior                           | Protrain Racing | 1er      |
| 2006   | Super 1 National - Rotax Max Junior                         |                 | 3e       |
| 2006   | Stars of Tomorrow National Championship - Rotax Max Junior  |                 | 2e       |
| 2006   | Rotax Max Challenge Grande Finale - Junior                  |                 | 2e       |
| 2007   | Kartmasters British Grand Prix Super Libre                  | SRS             | 24e      |
| 2007   | Stars of Tomorrow National Championship - Formula Super ICC |                 | 6e       |
| 2007   | ABkC Highlight Super 4 - ICC Grande-Bretagne                |                 | 2e       |
| 2008   | Championnat d'Europe CIK-FIA - KZ2                          | PDB Racing Team | 7e       |
| 2008   | WSK International Series - KZ2                              | PDB Racing Team | 14e      |
| 2009   | MSA Kartmasters Grand Prix - Rotax Max                      |                 | 33e      |
| 2009   | WSK International Series - KZ2                              | Energy Corse    | 11e      |
| 2009   | Trophée Andrea Margutti - KZ2                               | Energy Corse    | 1er      |
| 2009   | Florida Winter Tour - Pro Shifter                           | Energy Corse    | 10e      |
| 2009   | Championnat d'Europe CIK-FIA - KZ2                          | Energy Corse    | 10e      |
| 2009   | Coupe du Monde CIK-FIA - KZ1                                | Energy Corse    | 13e      |
| 2009   | Championnat d'Allemagne - KZ2                               | Energy Corse    | 7e       |
| 2010   | Kartmasters Grand Prix de Grande-Bretagne - Rotax Max       |                 | 1er      |
| 2010   | Coupe du Monde CIK-FIA - KZ1                                | PDB Racing Team | 21e      |
| 2010   | Coupe de Monaco - KZ2                                       | Protrain Racing | 23e      |
| 2010   | Championnat d'Europe CIK-FIA - KZ1                          | Maddox Team     | 6e       |
| 2010   | WSK Euro Series - KZ1                                       | Maddox Team     | 11e      |
| 2010   | Trophée Andrea Margutti - KZ2                               | Maddox Team     | 2e       |
| 2010   | Championnat d'Allemagne - KZ2                               | Maddox Team     | 4e       |

### Résultats en monoplace
| Saison | Championnat                                       | Équipe                  | Courses | Victoires | Poles | M. tours | Podiums | Points | Position |
| ------ | ------------------------------------------------- | ----------------------- | ------- | --------- | ----- | -------- | ------- | ------ | -------- |
| 2010   | Formula Renault UK Winter Series                  | Mark Burdett Motorsport | 6       | 0         | 4     | 1        | 2       | 112    | 3e       |
| 2011   | Championnat de Grande-Bretagne de Formule Renault | Mark Burdett Motorsport | 20      | 1         | 1     | 3        | 4       | 333    | 4e       |
| 2011   | Formula Renault 2.0 NEC                           | Van Amersfoort Racing   | 3       | 0         | 0     | 0        | 0       | 26     | 32e      |
| 2012   | Championnat Star Mazda                            | Team Pelfrey            | 16      | 8         | 5     | 11       | 12      | 397    | 1er      |
| 2013   | Indy Lights                                       | Sam Schmidt Motorsports | 12      | 3         | 2     | 2        | 6       | 412    | 4e       |
| 2014   | IndyCar Series                                    | Bryan Herta Autosport   | 17      | 0         | 0     | 0        | 1       | 336    | 17e (*)  |

- (*) : saison en cours